# 中別所
中別所（なかべっしょ）は、青森県弘前市の地名。郵便番号は036-8385。

## 地理
青森県道35号五所川原岩木線が当地を通る。北は高杉、東は宮舘、南は折笠、西は弥生に接する。

### 小字
小字として電・狐沢・葛野・野中・平山・別所森・向野がある。

## 沿革
- 1889年（明治22年） - 船沢村の一部。
- 1891年（明治24年） - 当時の記録では人口483、戸数60、厩10であった。
- 1955年（昭和30年） - 弘前市に所属、弘前市の大字になる。

## 世帯数と人口
2017年（平成29年）6月1日現在の世帯数と人口は以下の通りである。
| 大字               | 世帯数  | 人口  |
| ------------------ | ------- | ----- |
| 中別所（小字全域） | 297世帯 | 714人 |

## 施設

### 教育
- 青森県立弘前第一養護学校
- 青森県立弘前第二養護学校
  - さわらび医療療育センター
- 弘前市弥生学園

## 小・中学校の学区
市立小・中学校に通う場合、学区は以下の通りとなる。
| 大字   | 番地 | 小学校             | 中学校             |
| ------ | ---- | ------------------ | ------------------ |
| 中別所 | 全域 | 弘前市立船沢小学校 | 弘前市立船沢中学校 |

## 交通
- 弘南バス
  - 弥生、第一養護学校前（弘前バスターミナル - 弥生線）停留所。
    - 第一養護学校経由は1.5往復（日曜・祝日・休校日を除く平日のみ経由）。

  - 中別所、向野、宮舘（弘前バスターミナル - 船沢・船沢 - 聖愛高校線）停留所。